# Priaulx Rainier
Priaulx (Ivy) Rainier (* 3. Februar 1903 in Howick (Südafrika); † 10. Oktober 1986 in Besse-en-Chandesse) war eine südafrikanisch-britische Komponistin und Hochschullehrerin.

## Leben
Priaulx Rainier hatte englisch-hugenottische Eltern. Die frühe Kindheit verlebte sie in einem abgelegenen Gebiet in der Nähe von Zululand. Ab 1913 studierte sie Geige am South African College of Music in Kapstadt. Ein Stipendium ermöglichte ihr ab 1920 ein Studium an der Royal Academy of Music in London. Ihr dortiger Kompositionslehrer war John Blackwood McEwen. Rainier ließ sich dauerhaft in England nieder, wo sie als Geigerin und Lehrerin arbeitete. 1937 studierte sie für 3 Monate bei Nadia Boulanger in Paris. 1943 bis 1961 wirkte sie als Professorin für Komposition und Harmonielehre selbst an der Royal Academy. 1952 wurde sie zum Fellow der Royal Academy of Music gewählt und erhielt eine John Clementi Collard Fellowship. 1982 erhielt Priaulx Rainier ein Ehrendoktorat für Musik der Universität Kapstadt.

## Werk
Das 1939 entstandene, 1944 uraufgeführte 1. Streichquartett machte Priaulx Rainier auch weiteren Kreisen als Komponistin bekannt. 1951 wurde es vom Amadeus-Quartett bei Decca Records eingespielt. Zu den früheren Werken zählt auch die Barbaric Dance Suite für Klavier (1949). Das erste größere Orchesterwerk ist Phalaphala von 1961. Der Titel bezieht sich auf das südafrikanische Antilopenhorn phalaphala. Viele ihrer Werke entstanden als Auftragskompositionen, etwa des Arts Council of Great Britain (Vision and Prayer für Tenor und Klavier, 1973) oder der BBC (Quanta für Oboe und Streichtrio, 1962; Cellokonzert 1964 mit Jacqueline du Pré als Solistin der Uraufführung; Ploërmel für Bläser und Schlagzeug, 1973). Die Orchestersuite Aequora lunae entstand für das Cheltenham Festival 1967, das Violinkonzert Due canti e finale für Yehudi Menuhin (uraufgeführt 1977 unter Leitung von Charles Groves). Die Concertante for Two Winds and Orchestra kam bei den BBC Proms 1981 zur Uraufführung.
Im Werkkatalog von Rainier überwiegen Instrumentalkompositionen, sie schuf aber auch Vokalmusik. Für den Sänger Peter Pears entstand Cycle for Declamation für unbegleitete Singstimme (1953) und The Bee Oracles für Singstimme und fünf Instrumente (1970). Pears war auch Solist der Uraufführung ihres Requiems beim Aldeburgh Festival 1956, einer Komposition für Tenor und Chor a cappella auf einen Text von David Gascoyne.
Die musikalische Sprache von Priaulx Rainier ist keiner Strömung ihrer Zeit, etwa der Zwölfton- oder Seriellen Musik, klar zuzuordnen. Typisch ist das Fehlen von thematischen Strukturen, stattdessen dominieren kurze melodische und rhythmische Muster (teils sehr komplex). Die früheren Werke sind dreiklangsbasiert, in späteren Werken finden sich vermehrt Dissonanzen durch Bevorzugung von Intervallen wie kleine None und kleine Sekunde sowie Clusterbildungen, tonale Bezüge bleiben jedoch erkennbar. 
Die Manuskripte von Priaulx Rainier werden mit wenigen Ausnahmen in der Universität Kapstadt aufbewahrt, weitere persönliche Papiere in der Royal Academy of Music.